# Tyler Patrick Jones
Tyler Patrick Jones (Californië (Verenigde Staten), 12 mei 1994) is een Amerikaans voormalig jeugdacteur bekend van zijn rol als Ned Banks in de televisieserie Ghost Whisperer.